# Стотинка
Стоти́нка — болгарская разменная монета, сотая часть лева. Первые стотинки были отчеканены в 1881 году.

## Состав
Монеты новых стотинок первого выпуска (1999 года) номиналом 1, 2 и 5 стотинок отчеканены из сплава Cu-Al-Ni (медь, алюминий и никель) и весят соответственно 1,8; 2,5 и 3 грамма. Монеты номиналом 1, 2 и 5 стотинок более поздних выпусков чеканились из стального сердечника с электролитическим покрытием. Имеют гладкую полосу (окантовку).
Монеты номиналом 10, 20 и 50 стотинок также различаются по составу. Монеты первого выпуска (1999 года) были отчеканены из нейзильбера, в то время как более поздние — из сплава Cu-Zn-Ni (медь, цинк и никель)[прояснить]. Весят 3, 4 и 5 граммов соответственно. Все имеют зубчатую тесьму (окантовку).

## Описание монет
С 1999 года в обращении находятся монеты в 1, 2, 5, 10, 20 и 50 стотинок.
| Номинал | Диаметр, мм | Масса, г | Лицевая сторона | Оборотная сторона                                                                           | Гурт     | Металл                           | Год чеканки | Изображение лицевой стороны | Изображение оборотной стороны |
| ------- | ----------- | -------- | --- | ------------------------------------------------------------------------------------------- | -------- | -------------------------------- | ----------- | --------------------------- | ----------------------------- |
| 1       | 16          | 1,8      | Цифра «1», ниже — год чеканки, внизу по дуге надпись заглавными буквами «СТОТИНКА», вверху по дуге — 12 звёзд Европейского союза.  | Мадарский всадник, поражающий льва; сверху по дуге — надпись заглавными буквами «БЪЛГАРИЯ». | гладкий  | Cu-Al-Ni                         | 1999        |                             |                               |
| 1       | 16          | 1,8      | Цифра «1», ниже — год чеканки, внизу по дуге надпись заглавными буквами «СТОТИНКА», вверху по дуге — 12 звёзд Европейского союза.  | Мадарский всадник, поражающий льва; сверху по дуге — надпись заглавными буквами «БЪЛГАРИЯ». | гладкий  | Сталь с гальваническим покрытием | 2000, 2002  |                             |                               |
| 2       | 18          | 2,5      | Цифра «2», ниже — год чеканки, внизу по дуге надпись заглавными буквами «СТОТИНКИ», вверху по дуге — 12 звёзд Европейского союза.  | Мадарский всадник, поражающий льва; сверху по дуге — надпись заглавными буквами «БЪЛГАРИЯ». | гладкий  | Cu-Al-Ni                         | 1999        |                             |                               |
| 2       | 18          | 2,5      | Цифра «2», ниже — год чеканки, внизу по дуге надпись заглавными буквами «СТОТИНКИ», вверху по дуге — 12 звёзд Европейского союза.  | Мадарский всадник, поражающий льва; сверху по дуге — надпись заглавными буквами «БЪЛГАРИЯ». | гладкий  | Сталь с гальваническим покрытием | 2000, 2002  |                             |                               |
| 5       | 22          | 3,5      | Цифра «5», ниже — год чеканки, внизу по дуге надпись заглавными буквами «СТОТИНКИ», вверху по дуге — 12 звёзд Европейского союза.  | Мадарский всадник, поражающий льва; сверху по дуге — надпись заглавными буквами «БЪЛГАРИЯ». | гладкий  | Cu-Al-Ni                         | 1999        |                             |                               |
| 5       | 22          | 3,5      | Цифра «5», ниже — год чеканки, внизу по дуге надпись заглавными буквами «СТОТИНКИ», вверху по дуге — 12 звёзд Европейского союза.  | Мадарский всадник, поражающий льва; сверху по дуге — надпись заглавными буквами «БЪЛГАРИЯ». | гладкий  | Сталь с гальваническим покрытием | 2000, 2002  |                             |                               |
| 10      | 18,5        | 3,0      | Число «10», ниже — год чеканки, внизу по дуге надпись заглавными буквами «СТОТИНКИ», вверху по дуге — 12 звёзд Европейского союза. | Мадарский всадник, поражающий льва; сверху по дуге — надпись заглавными буквами «БЪЛГАРИЯ». | рубчатый | Cu-Ni-Zn                         | 1999, 2002  |                             |                               |
| 20      | 20,5        | 4,0      | Число «20», ниже — год чеканки, внизу по дуге надпись заглавными буквами «СТОТИНКИ», вверху по дуге — 12 звёзд Европейского союза. | Мадарский всадник, поражающий льва; сверху по дуге — надпись заглавными буквами «БЪЛГАРИЯ». | рубчатый | Cu-Ni-Zn                         | 1999, 2002  |                             |                               |
| 50      | 22,5        | 4,9      | Число «50», ниже — год чеканки, внизу по дуге надпись заглавными буквами «СТОТИНКИ», вверху по дуге — 12 звёзд Европейского союза. | Мадарский всадник, поражающий льва; сверху по дуге — надпись заглавными буквами «БЪЛГАРИЯ». | рубчатый | Cu-Ni-Zn                         | 1999, 2002  |                             |                               |

## Описание памятных монет
| Номинал | Диаметр, мм | Масса, г | Диаметр, мм | Металл   | Гурт     | Оборотная сторона |
| ------- | ----------- | -------- | ----------- | -------- | -------- | --- |
| 50      | 22,5        | 5        | 1,7         | Cu-Al-Ni | рубчатый | Число «50», ниже — год чеканки, внизу по дуге надпись заглавными буквами «СТОТИНКИ», вверху по дуге — 12 звёзд Европейского союза |

| Название                               | Лицевая сторона | Год выпуска | Тираж   | Дизайн                                          | Изображение монеты |
| -------------------------------------- | --- | ----------- | ------- | ----------------------------------------------- | ------------------ |
| Вступление Болгарии в НАТО в 2004 году | Здание НАТО в Брюсселе, в сторону которого направляется стилизованный болгарский лев. Надписи полукругом: вверху „БЪЛГАРИЯ”, внизу — „В НАТО 2004”                                                                                | 2004        | 1000000 | Тодор Варджиев                                  |                    |
| Фрески из фракийской гробнице Казанлык | Изображение сцены с фрески во фракийской гробнице Казанлык (IV — III вв. до н.э.). По краю монеты 12 звёзд Евросоюза и аббревиатура ЕС – EU, вверху слева надпись: „БЪЛГАРИЯ”, отделённая от остальной надписи изображением розы. | 2005        | 500000  | Богомил Николов, Петр Стойков, Владимир Йосифов |                    |
| Вступление Болгарии в ЕС в 2007 году   | В центре — раскрытая древняя болгарская книга на колонне от столицы Первого Болгарского Царства — города Преслава. По краю монеты 12 звёзд Евросоюза и надпись „БЪЛГАРИЯ В ЕС”                                                    | 2007        | 500000  | Богомил Николов, Петр Стойков, Владимир Йосифов |                    |

## Интересные факты
В Советском Союзе до конца 1980-х годов нередко можно было встретить в обращении монеты Народной Республики Болгарии из-за схожести с советскими копейками того времени, к тому же их «охотно» принимали монетоприёмники таксофонов и автоматов по продаже газированной воды.